# David Martínez (paragwajski piłkarz)
Héctor David Martínez Corral (ur. 21 stycznia 1998 w Buenos Aires) – paragwajski piłkarz pochodzenia argentyńskiego występujący na pozycji środkowego obrońcy, reprezentant Paragwaju, od 2024 roku zawodnik amerykańskiego Interu Miami.
Jego matka oraz dziadek ze strony ojca pochodzą z Paragwaju.